# アードモア蒸溜所
アードモア蒸溜所（英語: Ardmore distillery）は、スコッチ・ウィスキーの蒸留所の1つである。なお、ここではモルトを原料とするウィスキーのみを生産しており、シングルモルト・ウィスキーも出荷している。

## 歴史
アードモア蒸留所は1898年にウィリアム・ティーチャー（William Teacher）の息子アダム（Adam）が、自らの会社のブレンドウイスキー「ティーチャーズ・ハイランドクリーム」のための原酒を確保するために設立された。ギリー（"the Garioch"）農地の奥地、アバディーンシャーのハントリーのケネスモントを流れるボギー川のそばに建てられている。
1955年に2基のポットスチル（単式蒸留器）が追加され、1974年には更に4基のポットスチルが追加されたことで、設置されているポットスチルは、合計8基となった。なお、この蒸留所は、かつては独自に麦芽製造会社と樽製造会社を持っていたものの、麦芽の製造は1970年代半ばに中止し、樽の製造も1980年代後半に中止した。以降は、他社より麦芽や樽を購入して生産している。また、2001年の初め頃までは石炭を燃料とした直火方式のポットスチルを使用して蒸留していたものの、その後は、高温蒸気を用いた間接加熱方式のポットスチルでの蒸留に変更した。なお、2014年現在、日本のサントリーホールディングスが所有運営を行っている。

## 生産品
アードモア蒸溜所は、ビームサントリー（現サントリーグローバルスピリッツ）による買収以降、シングルモルトのアードモアレガシーに注力している。ピーテッド麦芽（フェノール値12～14ppm）とノンピート麦芽を使用し、ほどよいスモーキーさと麦芽の風味のバランスがとれた飲みやすいウイスキーになっている。